# Puig de Baix
El Puig de Baix és una muntanya de 1.479 metres que es troba al municipi de Gósol, a la comarca catalana del Berguedà.